# Bayji

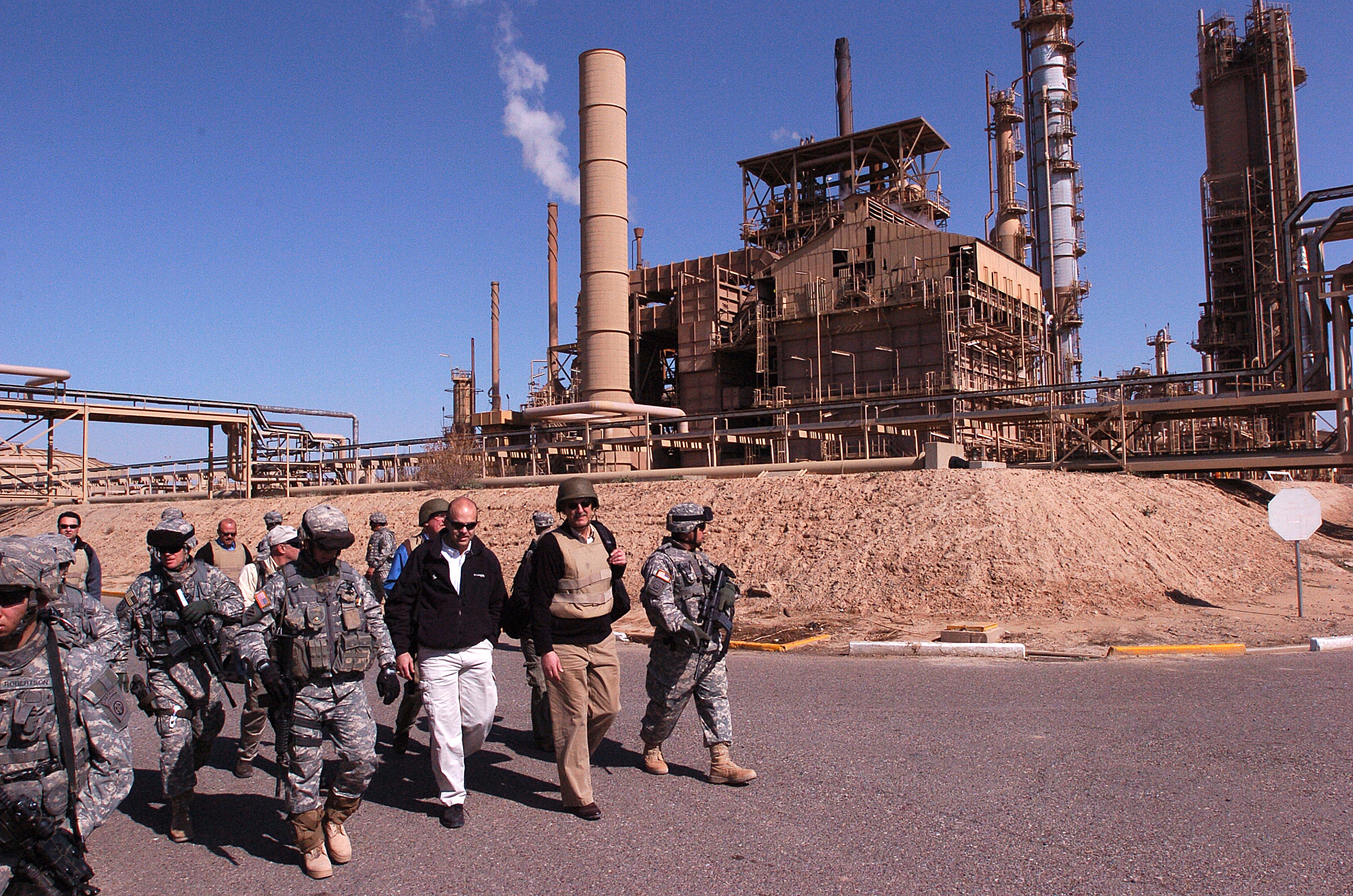
En konstgödningsfabrik i Bayji.

Bayji är en stad i Irak, cirka 200 km norr om Bagdad. Antalet invånare är omkring 15 000.
I Bayji och dess närhet finns ett av Iraks största oljeraffinaderier, och staden utgör en viktig knutpunkt i det nätverk av oljeledningar som täcker Irak. Stadens läge mellan städerna Bagdad, Mosul och Kirkuk har gjort den till en av landets viktigare städer. 
Under Irakkriget saboterades flera installationer i staden. 